# Филиал РЭУ имени Г. В. Плеханова в Ташкенте
Филиал Российского экономического университета имени Г. В. Плеханова в г. Ташкенте — обособленное структурное подразделение Федерального государственного бюджетного образовательного учреждения высшего образования «Российский экономический университет имени Г. В. Плеханова» в городе Ташкенте. 
Первый зарубежный ВУЗ в независимом Узбекистане.

## История филиала
Активное развитие сотрудничества Узбекистана и России в области высшего образования началось после того, как 27 июля 1995 года было подписано соответствующее соглашение между правительствами двух стран. В этом же году в Ташкенте открылся учебный центр РЭА имени Г. В. Плеханова. 
В 2002 году Постановлением КМ РУз №318 был создан Ташкентский филиал РЭА имени Г. В. Плеханова. В 2011 году в связи с переименованием Российской экономической академии в Российский экономический университет им. Г. В. Плеханова, учебное заведение было переименовано в Филиал Российского экономического университета имени Г. В. Плеханова в г. Ташкенте.
С 1995 по 2024 годы филиалом было подготовлено 4239 выпускников, в числе которых более 3330 бакалавров и 909 магистров. ВУЗ стал одним из самых престижных учебных заведений Узбекистана.

## Профессорско-преподавательский состав
В филиале работает 1 академик, 12 профессоров и 94 преподавателя. Удельный вес научно-педагогических работников с учёными степенями составляет более 70,0 %. Директором филиала с 1995 года является академик Каландар Ходжаевич Абдурахманов.

## Организационная структура

### Факультеты
- Факультет «Цифровой экономики и финансов»
- Факультет «Экономики и бизнеса»[1]

### Кафедры
- Кафедра «Экономическая теория»
- Кафедра «Экономика труда и управление»
- Кафедра «Цифровая экономика и финансы»
- Кафедра «Правовые и гуманитарные дисциплины»
- Кафедра «Информационные системы и математические дисциплины»
- Кафедра «Международная экономика и бизнес»
- Кафедра «Менеджмент и инновации» [1]